# Jonathan Dunford
 (juillet 2015).
Si vous disposez d'ouvrages ou d'articles de référence ou si vous connaissez des sites web de qualité traitant du thème abordé ici, merci de compléter l'article en donnant les références utiles à sa vérifiabilité et en les liant à la section « Notes et références ».
Jonathan Dunford est un gambiste américain spécialisé dans le répertoire baroque, né le 30 octobre 1959 à Trenton dans le New Jersey.

## Biographie
Après ses études de viole de gambe au New England Conservatory of Music de Boston, il obtient en 1980 une bourse pour se perfectionner auprès de Jordi Savall à la Schola Cantorum de Bâle.
Il obtient sa maîtrise de viole de gambe en 1987 à Boston puis son Diplôme d'État de Musique ancienne en 1989 en France.
Jonathan Dunford vit à Paris depuis 1985, est marié avec la gambiste Sylvia Abramowicz et a enseigné la viole au conservatoire de Strasbourg entre 1990 et 1997 et également au conservatoire de Metz. Il enseigne depuis 2013 au conservatoire de Saint-Cloud.
Il a mené de nombreuses recherches à la Bibliothèque nationale de France sur les musiques pour viole.
En 2004, il est nommé chef d’atelier pour la viole pour la banque de données « Philidor » au Centre de musique baroque de Versailles. Il a publié de nombreux articles sur la viole (Goldberg, l’Œil, livrets de disques) et participe régulièrement à des émissions radiophoniques (France-Musique, Radio Bleu, etc.) et à des émissions de télévision (Mezzo).
En 2016 il fonde son propre label numérique "Astres Disques" .
Jonathan Dunford joue sur une basse de viole construite en 1741 par le luthier parisien Solomon.
Son fils Thomas Dunford, né en 1988, joue du luth et du théorbe et participe à des enregistrements de disques et à des festivals de musique ancienne.

## Discographie sélective
- 1992 : Pièces de Viole en manuscrit (extraites du Manuscrit 1111 de la Bibliothèque Nationale de Paris) avec des œuvres de Ditrich Stöeffken, Tobias Hume, Daniel Farrant, Thomas Ford, Nicolas Hotman, August Verdufen, Jean Lacquemant (Dubuisson), John Jenkins et plusieurs anonymes allemands
- 1996 : Le Sieur Dubuisson, musique de Jean Lacquemant mieux connu sous le nom de Sieur Dubuisson
- 1998 : Suites pour une et trois lyra-violes de William Lawes
- Pièces de Viole en Tablature de De Machy ou Demachy
- Suites pour viole seule de Ditrich Stöeffken
- Suites pour viole seule / Concerts à deux violes esgales de Jean de Sainte-Colombe
- 1997 : Tombeau pour Mr. de Sainte-Colombe le père  Sainte-Colombe le fils Adès (Universal)
- 2000 & 2002 Pièces de viole inédites  - MARIN MARAIS Accord-Universal
- 2007 : Le Tombeau de Marin Marais AS Musique, Paris distribution Abeille Musique
- 2011 :  Les surprises de l'amour de Rameau, transcriptions de M. Hesse Alpha Productions, Paris distribution Harmonia Mundi
- 2011 :  Love is the Cause of My Mourning, Scottish tunes for Baroque Guitar and Viola da Gamba Alpha Productions, Paris distribution Harmonia Mundi
- 2011 :  Bertrand de Bacilly, L'Art D'Orner Le Beau Chant Saphir Productions, Paris
- 2014 : Alfonso Ferrabosco,  Ayres & Lessons for the Lyra Viol ARION
- 2015 : Marin Marais, Suites à Deux Violes (1686) Musica Ficta
- 2015 : Music for the Viol Lyra-Way - Musique inédite de Jenkins et Simpson (uniquement téléchargement) - Astres Disques
- 2016 : Le Sieur de Sainte-Colombe - Suites for Solo Viola da Gamba (uniquement téléchargement) - Astres Disques
- 2016 : Telemann - Fantasies for Solo Viola da Gamba - (uniquement téléchargement) - Astres Disques
- 2016 - Jean-Baptiste Cappus: Pièces de Viole - 1730 - (uniquement téléchargement) - Astres Disques
- 2016  Meditation sur la vie et la mort - Astres Disques
- 2016 Gervise Gerrarde: Paven - Single - Astres Disques
- 2016  Le Sieur de Sainte-Colombe: Le Retour - Single - Astres Disques
- 2017  La Princesse Palatine: Portrait d'encre et de notes - Astres Disques
- 2018  The Best Of: Marin Marais - Charles Hurel - Astres Disques
- 2019  Paris, 1666 - Astres Disques
- 2020  Demachy - Pièces De Viole - 1685 - Astres Disques
- 2020 John Merro's Book: Music for Lyra Viol from 17th Century England - Astres Disques
- 2020  Mr. Marsh's Lyra-Viol Book - Astres Disques
- 2020  Thomas Morley: Fantasies to Two Voices - Astres Disques
- 2021 Louis de Caix d'Hervelois: Sonata No. 3 in B Minor - Astres Disques
- 2021  Marin Marais: Les folies originelles - Single - Astres Disques
- 2021  Sainte-Colombe le fils - Astres Disques